# غونزالو نوغويرا
غونزالو نوغويرا (بالإسبانية: Gonzalo Noguera)‏ (16 مايو 1977 بمونتفيدو في الأوروغواي - ) هو لاعب كرة قدم أوروغواني في مركز حراسة المرمى. لعب مع مونتيفيديو واندررز.

## وصلات خارجية
- غونزالو نوغويرا على موقع قاعدة بيانات كرة القدم.إي يو (الإنجليزية)
- غونزالو نوغويرا على موقع Soccerway.com (الإنجليزية)